# Luis de Medina y Fernández de Córdoba
Luis de Medina y Fernández de Córdoba né le 2 septembre 1941 à Séville, mort le 9 février 2011, est un noble espagnol, 10e duc Santisteban del Puerto, Grand d'Espagne, 16e marquis de Cogolludo et 14e marquis de Solera.

## Biographie
Il étudie à l'école des jésuites de Séville et à la Santa Maria de los Rosales à Madrid. Diplômé de chimie à l'Université de Barcelone il est grand fan de sport, en particulier les régates. Il partage sa passion avec le roi Juan Carlos et son père Don Juan, à bord de son bateau "la Giralda".  Il retourne à Séville, pour l'un des employeurs les plus représentatifs de l'industrie agro-alimentaire, en tant que président directeur général du Medina Garvey Group. 
Fils de Rafael de Medina y Vilallonga (Bilbao, 1905 - Séville, 28/07/1992) et de Victoria Eugenia Fernández de Córdoba y Fernández de Henestrosa, duchesse de Medinaceli (Madrid, 16/04/1917 - Séville, 18/08/2013), il se marie à Séville le 1er décembre 1985 avec Maria de las Mercedes Conradi y Ramirez,  fille de José Conradi y Toro et de Carmen Ramirez y Siurot. Ils auront deux enfants :
- Victoria de Medina y Conradi 4 octobre 1986, 11e duchesse de Santisteban del Puerto, 17e marquise de Cogolludo, 15e marquise de Solera, par cession de son père.
- Casilda de Medina y Conradi 16 mai 1989, 16e marquise de Solera, par cession de sa sœur, comme cadeau de mariage.

## Distinctions
- Maitre Chevalier de la ville de Seville,
- Membre de la Députation permanente de la Grandesse d’Espagne (Diputación Permanente y Consejo de la Grandeza de España)
- Président de la Fondation de la maison Ducale de Medinaceli
- Membre du conseil d'administration du corps de la noblesse royale Catalane
- Président de la Culture Sévillanne (Focus).